# Яриды
Яриды, Йариды (узб. Yoriylar; узб. Yorbekxoniylar) — узбекская правящая династия, которая существовала в 1658—1869 годах в Бадахшане; средневековая мусульманская династия правителей, основанная Ярбек-ханом Самарканди.
Яриды формально признавали верховную власть узбекских правителей Балхского и Бухарского ханств и их владения были присоединены к Эмирату Афганистан, как часть афганской провинции Туркестана.

## Происхождение династии
В XVII веке в Бадахшане возникло владение во главе с династией, основанной Ярбек-ханом Самарканди, который происходил из самаркандских сеидов. Его отец Шах-бек, и дед, Мир Захид будучи религиозными просветителями переселились из Самаркандского Дахбеда в Бадахшанский Яфтал, осели там и приобрели себе учеников-последователей — мюридов. Правители династии носили титул Мир, сокращённое от титула Эмир. Представители этой династии ещё в XIX веке утверждали, что они также происходят от Александра Македонского.
Ярбек-хан Самарканди, назначенный наместником в Бадахшане в начале XVII века и выдвинутый бадахшанцами эмиром в 1658 году в противовес власти катаганских узбеков, а также его потомки признавали формально верховную власть узбекских правителей Балхского и Бухарского ханств. По этому поводу академик В. В. Бартольд писал следующее:
После распадения узбекского ханства в конце XVII в. в Бадахшане правила особая династия миров (эмиров), основателем которой был Яр-бек, строитель нынешней столицы Бадахшана, Файзабада; эти узбекские князья также считали себя потомками Александра Македонского.
Яриды — узбеки по происхождению и исповедующие Ислам являлись суннитами, как и их предшественники — Шейбаниды и Бабуриды. Суннизм, вместо исмаилизма, привели в Бадахшан Шейбаниды в XVI веке, а Яриды закрепили его в качестве господствующей идеологии.

## Возвышение династии

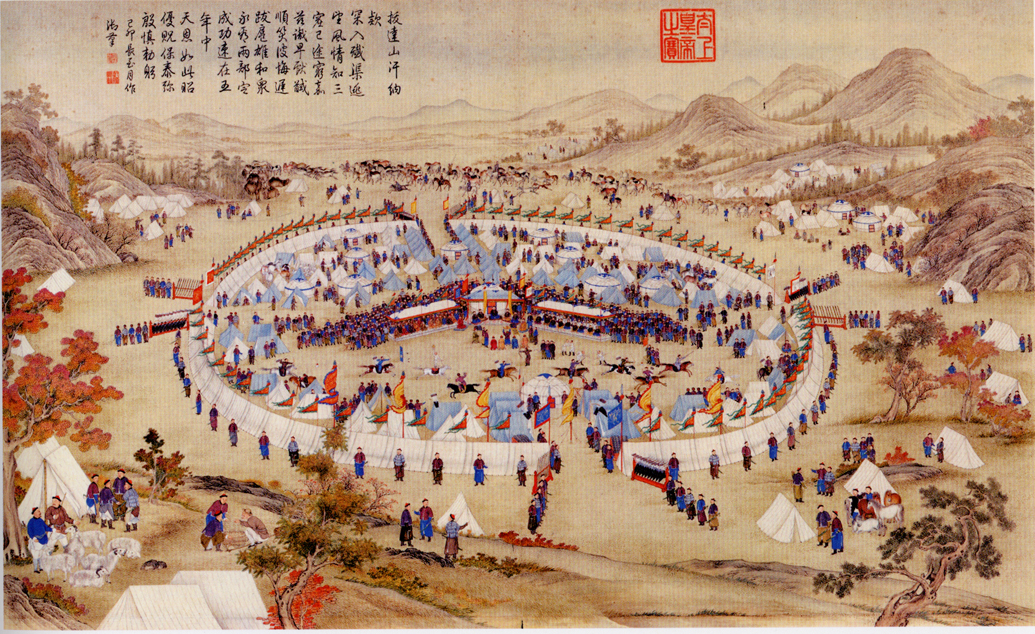
В 1756 году мир Бадахшана заставил китайскую династию Цин признать правителем в Алти Кашгара аксакала (старейшину) Бадахшана и взимал налоги с города и части провинции Синьцзян

Отсутствуют какие либо данные о возвышение династии и расцвета их государства. Имеющиеся источники по истории Бадахшана относятся к более поздним временам, в основном к XIX веку и началу XX века. По данным Шохуморова, они были написаны либо по заказу англо-афганских чиновников, либо по просьбе русских и, так появились на свет «Тарихи Бадахшан» Санг Мухаммада Бадахши и Фазалибека Сурхафсара, «Тарихи Бадахшан» Охон Сулаймана и Шахфутура, «История Шугнана» Саид Хайдаршо Муборакшозода и другие. В этих источниках отражены в основном только политические интриги, связанные с частой сменой ханов и их кровавыми преступлениями в собственной стране, но ничего не сообщается о подлинной истории и культурной жизни народа.

## Конец династии
Присоединение мелких узбекских ханств Южного Туркестана к Эмирату Афганистан началось в 1850 годы, когда при всесторонней поддержке англичан эмир Дост Мухаммед-хан покорил Балхское ханство и назначил своего сына Мухаммеда Афзаль-хана наместником новой провинции. Он, в свою очередь, расширил границы своих владений за счет покорения Кундузского ханства и оттуда неоднократно предпринимал набеги на Бадахшан, где в то время правил мир Джахандар-шах (1862—1869) — последний из потомков мира Ярбек-хана Самарканди. Джахандар-шах не хотел терять власть и портить отношения с Мухаммед Афзаль-ханом и согласился платить дань афганскому эмиру в размере двух рупий с каждого дома и передать ему копи рубина и бадахшанского лазурита, что было давно в планах всех предыдущих правителей и наместников Балхского ханства.
После того как Шир-Али-хан в 1869 году одержал победу над своим противником Абдур-Рахман-ханом и заставил его бежать в Среднюю Азию, он объявил себя эмиром Афганистана и приступил к налаживанию «добрососедских» отношений с Бадахшаном. С этой целью он женился на дочери Джахандар-шаха и подарил ему несколько тысяч рупий. Позже к нему направил посла с пожеланием сохранения прежних обязательств на счет дани. На это Джахандар-шах не согласился и ответил категорическим отказом. Тогда афганский эмир начал искать пути избавления от непокорного родственника. При прямой военной поддержке афганского эмира племянник бадахшанского мира Махмуд-шах сверг своего дядю в 1869 году и объявил себя правителем Бадахшана, обязавшись платить афганскому эмиру 15 тысяч рупий в год. Свергнутый Джахандар-шах поехал к своему зятю Юсуф Али-хану — правителю Шугнана, который был женат на его дочери, с надеждой получения помощи в восстановлении утраченной власти, ибо Джахандар-шах когда-то посадил на шугнанском троне Абдурахим-хана — отца Юсуф Али-хана. Из Шугнана он предпринял отчаянные попытки вернуть себе трон, но все они оказались тщетными. Более того, это расценивалось англичанами как «попытка вмешательства во внутренние дела Бадахшана».
Таким образом, упразднив Бадахшан как самостоятельное государство, его насильственно включили в состав владений эмира Абдур-Рахман-хана, а Джахандар-шаха объявили вне закона. Поэтому он был вынужден попросить политическое убежище у русских и в 1872 году перебрался на русскую территорию, где ему был определен для жительства город Учкурган в Ферганской долине и было пожаловано годичное содержание в размере 1500 рублей. Русские категорически отказались оказать ему какую-либо помощь в деле возвращения его владений, не желая нарушать дипломатических отношений с англичанами. Это наглядно продемонстрировал тогдашний министр иностранных дел России А. М. Горчаков в своем спец-отношении от 24 января 1872 года к английскому послу, где говорилось:
Афганский эмир достиг завоевания верховной власти над Бадахшаном и добился от начальника [Махмуд-шаха — афганского наместника] и населения одного формального выражения покорности. Эмир Кабула имел право навязать этой провинции ту форму правления, которая казалась ему наиболее соответствующей тогдашнему положению дел. Пользуясь этим правом, он назначил местного губернатора.
Джахандар-шах жил у русских недолго. В 1878 году «он был убит неизвестными лицами». Этих «неизвестных», по предположениям А. Шохуморова, возглавлял хорошо известный английский агент под псевдонимом Мирза, который, как сообщал Д. Н. Керзон, «был одним из тех безымянных агентов английской разведки, который под именем Мирзы отправился из Кабула в декабре 1868 года с поручением майора Т. Монтгомери, инспектора Тригонометрического отдела, проникнуть в верховья Амударьи и на своем пути в Кашгар пересек Памир с запада на восток». Но надо признать, что этот «безымянный Мирза» увековечил свое имя не только тем, что под его руководством и при его непосредственном участии были устранены мир Джахандар-шах, Махмуд-шах и позже шугнанский правитель Юсуф Али-хан, но он стал еще и соавтором известного источника Бадахшана XIX века — «Тарихи Бадахшан» («Истории Бадахшана»), начатой Санг Мухаммадом Бадахши. Граф А. А. Бобринский ссылаясь на афганские источники написал о том, что Джахандар-шах был убит своими сыновьями и то же самое можно найти в «Истории Бадахшана». В Кушкеки говорилось, что Джахандар-шах был убит своим сыном Мир-Диль-ханом и о том что, его сын Джахангир-хан и его братья остались в Самарканде со своими женами и имуществом.
С убийством Джахандар-шаха был положен конец существованию рода Яридов, которые правили в Бадахшане с середины XVII века и их владения были присоединены к Эмирату Афганистан, как часть афганской провинции Туркестана.

## Представители династии
| Ф. И. О.             | Годы правления |
| -------------------- | -------------- |
| Ярбек-хан Самарканди | 1658—1706      |
| Сулейман-шах         | 1706—1713      |
| Юсуф Али-хан I       | 1713—1718      |
| Зияаддин             | 1718—1736      |
| Мирза-и Калон I      | ?—?            |
| Султан-шах           | 1748—1770      |
| Бурханаддин          | ?—?            |
| Мирза-и Калон II     | ?—?            |
| Ахмед Шах-хан        | ?—?            |
| Мирза-и Калон III    | ?—?            |
| Мухаммед-шах         | ?—1822         |
| Заманеддин           | ?—1862         |
| Джахандар-шах        | 1862—1869      |